# Malonsav-anhidrid
A malonsav-anhidrid vagy oxetán-2,4-dion heterogyűrűs vegyület. Tekinthető a malonsav anhidridjének, vagy az oxetán kettős ketonjának.
1988-ban állították elő először diketén ozonolízisével. Ismert néhány származéka, pl. a 3,3-dimetil-oxetán-2,4-dion.
A szén-szuboxid a malonsav-anhidrid anhidridjének (azaz a malonsav második anhidridjének) tekinthető.

## Fordítás
Ez a szócikk részben vagy egészben  a   Malonic anhydride című angol Wikipédia-szócikk fordításán alapul.  Az eredeti cikk szerkesztőit annak laptörténete sorolja fel. Ez a jelzés csupán a megfogalmazás eredetét és a szerzői jogokat jelzi, nem szolgál a cikkben szereplő információk forrásmegjelöléseként.